# الطريق (فلم 1968)
الطريق فيلم سينمائي جزائري من إخراج محمد سليم رياض سنة 1968.

## القصة
يروي الفيلم قصة جزائريين وطنيين زج بهم المحتل الفرنسي في معتقلاته وما لقوه من معاناة جسدية ونفسية.

## بطاقة تقنية
- العنوان : الطريق  (بالفرنسية: La Voie)
- الإخراج : محمد سليم رياض
- السيناريو : محمد سليم رياض
- الحوار : جمال مخناشي
- مدير التصوير : رشيد مرابطين
- مدير الإنتاج :  أيت سي سالمي
- الموسيقى : Francis Lemarque
- التركيب : Dabouz
- الصوت : سيدي بومدين
- مسؤول الديكور: إسياخم
- البلد : الجزائر
- اللغة : لغة عربية - لغة فرنسية
- النوع : ثورة
- المدة : 112 دقيقة
- سنة أول عرض : 1968

## البطولة
- شقراني :
- سيد أحمد أقومي :
- امحمد بن قطاف :
- ولد عبد الرحمان :
- عبد القادر حمدي:
- علال المحب :
- أرزقي نابتي :

## الجوائز
- 1968 : جائزة السينما الفتية للمهرجان الدولي لطشقند (أوزبكستان).[1]

## روابط خارجية
- مقالات تستعمل روابط فنية بلا صلة مع ويكي بيانات